# Mistrzostwa Świata w Gimnastyce Sportowej 2013
Mistrzostwa Świata w Gimnastyce Sportowej 2013 – 44. edycja mistrzostw świata w gimnastyce sportowej. Zawody zostały rozegrane w dniach 30 września-6 października w Sportpaleis Antwerp w Antwerpii.

## Program
| Data           | Wydarzenie   | Konkurencja |
| -------------- | ------------ | --- |
| 30 września    | Kwalifikacje | Konkurencje mężczyzn |
| 1 października | Kwalifikacje | Konkurencje mężczyzn i kobiet                                                                                                   |
| 2 października | Kwalifikacje | Konkurencje kobiet |
| 3 października | Finały       | Wielobój indywidualny mężczyzn                                                                                                  |
| 4 października | Finały       | Wielobój indywidualny kobiet |
| 5 października | Finały       | Mężczyźni: Ćwiczenia wolne Ćwiczenia na koniu z łękami Ćwiczenia na kółkach Kobiety: Skok Ćwiczenia na poręczach asymetrycznych |
| 6 października | Finały       | Mężczyźni: Skok Ćwiczenia na poręczach Ćwiczenia na drążku Kobiety: Ćwiczenia na równoważni Ćwiczenia wolne                     |

## Uczestnicy
W mistrzostwach wzięło udział 393 zawodników z 73 państw.

- Albania (1)
- Algieria (2)
- Argentyna (6)
- Armenia (3)
- Australia (8)
- Austria (9)
- Azerbejdżan (4)
- Bangladesz (1)
- Belgia (10)
- Białoruś (6)
- Brazylia (10)
- Bułgaria (5)
- Chiny (10)
- Chińskie Tajpej (5)
- Chorwacja (6)
- Cypr (2)
- Czechy (5)
- Dania (10)
- Dominikana (2)
- Egipt (5)
- Finlandia (10)
- Francja (10)
- Grecja (8)
- Gruzja (4)
- Hiszpania (8)
- Holandia (10)
- Hongkong (7)
- Indie (10)
- Irlandia (10)
- Islandia (6)
- Izrael (6)
- Jamajka (2)
- Japonia (10)
- Jordania (1)
- Kanada (10)
- Katar (5)
- Kazachstan (9)
- Kolumbia (8)
- Korea Południowa (10)
- Korea Północna (3)
- Kostaryka (5)
- Kuwejt (6)
- Litwa (4)
- Luksemburg (1)
- Łotwa (3)
- Malezja (4)
- Meksyk (10)
- Niemcy (10)
- Norwegia (8)
- Nowa Zelandia (4)
- Polska (4)
- Południowa Afryka (6)
- Portoryko (10)
- Portugalia (9)
- Rosja (10)
- Rumunia (9)
- Singapur (5)
- Słowacja (3)
- Słowenia (8)
- Stany Zjednoczone (10)
- Szwajcaria (9)
- Szwecja (2)
- Tajlandia (5)
- Trynidad i Tobago (1)
- Tunezja (1)
- Turcja (6)
- Ukraina (10)
- Uzbekistan (4)
- Wenezuela (7)
- Węgry (7)
- Wielka Brytania (10)
- Wietnam (6)
- Włochy (7)

## Medaliści
| Konkurencja                           | Złoto                      | Srebro                     | Brąz             |
| Mężczyźni                             |                            |                            |                  |
| Wielobój indywidualny                 | Kohei Uchimura             | Ryohei Kato                | Fabian Hambüchen |
| Ćwiczenia wolne                       | Kenzo Shirai               | Jacob Dalton               | Kohei Uchimura   |
| Ćwiczenia na koniu z łękami           | Kohei Kameyama             | Max Whitlock Daniel Corral | -                |
| Ćwiczenia na kółkach                  | Arthur Zanetti             | Aleksander Balandin        | Brandon Wynn     |
| Skok                                  | Yang Hak-Seon              | Steven Legendre            | Kristian Thomas  |
| Ćwiczenia na poręczach                | Kohei Uchimura Lin Chaopan | -                          | John Orozco      |
| Ćwiczenia na drążku                   | Epke Zonderland            | Fabian Hambüchen           | Kohei Uchimura   |
| Kobiety                               |                            |                            |                  |
| Wielobój indywidualny                 | Simone Biles               | Kyla Ross                  | Alija Mustafina  |
| Skok                                  | McKayla Maroney            | Simone Biles               | Hong Un-jong     |
| Ćwiczenia na poręczach asymetrycznych | Huang Huidan               | Kyla Ross                  | Alija Mustafina  |
| Ćwiczenia na równoważni               | Alija Mustafina            | Kyla Ross                  | Simone Biles     |
| Ćwiczenia wolne                       | Simone Biles               | Vanessa Ferrari            | Larisa Iordache  |

## Klasyfikacja medalowa
| Pozycja | Reprezentacja     | Złoto | Srebro | Brąz | Razem |
| ------- | ----------------- | ----- | ------ | ---- | ----- |
| 1.      | Japonia           | 4     | 1      | 2    | 7     |
| 2.      | Stany Zjednoczone | 3     | 6      | 3    | 12    |
| 3.      | Chiny             | 2     | 0      | 0    | 2     |
| 4.      | Rosja             | 1     | 1      | 2    | 4     |
| 5.      | Brazylia          | 1     | 0      | 0    | 1     |
| 5.      | Holandia          | 1     | 0      | 0    | 1     |
| 5.      | Korea Południowa  | 1     | 0      | 0    | 1     |
| 8.      | Niemcy            | 0     | 1      | 1    | 2     |
| 8.      | Wielka Brytania   | 0     | 1      | 1    | 2     |
| 10.     | Włochy            | 0     | 1      | 0    | 1     |
| 10.     | Meksyk            | 0     | 1      | 0    | 1     |
| 12.     | Korea Północna    | 0     | 0      | 1    | 1     |
| 12.     | Rumunia           | 0     | 0      | 1    | 1     |
| Razem   | Razem             | 13    | 12     | 11   | 36    |

## Występy reprezentantów Polski
W zawodach wzięło udział czworo zawodników: Marta Pihan-Kulesza, Paula Plichta, Roman Kulesza oraz Marek Łyszczarz.
Kobiety
| Zawodniczka         | Konkurencja                     | Kwalifikacje | Kwalifikacje | Finał | Finał   |
| Zawodniczka         | Konkurencja                     | Wynik        | Pozycja      | Wynik | Pozycja |
| ------------------- | ------------------------------- | ------------ | ------------ | ----- | ------- |
| Marta Pihan-Kulesza | Ćw. na poręczach asymetrycznych | 13,266       | 30.          | NQ    | NQ      |
| Marta Pihan-Kulesza | Ćwiczenia na równoważni         | 13,066       | 30.          | NQ    | NQ      |
| Marta Pihan-Kulesza | Ćwiczenia wolne                 | 12,033       | 68.          | NQ    | NQ      |
| Marta Pihan-Kulesza | Wielobój                        | 50,631       | 41.          | NQ    | NQ      |
| Paula Plichta       | Skok                            | 14,100       | 15.          | NQ    | NQ      |
| Paula Plichta       | Ćwiczenia na równoważni         | 9,633        | 106.         | NQ    | NQ      |
| Paula Plichta       | Ćwiczenia wolne                 | 12,066       | 63.          | NQ    | NQ      |

Mężczyźni
| Zawodnik        | Konkurencja            | Kwalifikacje | Kwalifikacje | Finał | Finał   |
| Zawodnik        | Konkurencja            | Wynik        | Pozycja      | Wynik | Pozycja |
| --------------- | ---------------------- | ------------ | ------------ | ----- | ------- |
| Roman Kulesza   | Ćwiczenia na poręczach | 14,700       | 33.          | NQ    | NQ      |
| Roman Kulesza   | Ćwiczenia na drążku    | 13,666       | 48.          | NQ    | NQ      |
| Marek Łyszczarz | Skok                   | 13,895       | 33.          | NQ    | NQ      |